# Scyliorhinus haeckelii
Scyliorhinus haeckelii är en hajart som först beskrevs av Miranda Ribeiro 1907.  Scyliorhinus haeckelii ingår i släktet Scyliorhinus och familjen rödhajar. IUCN kategoriserar arten globalt som otillräckligt studerad. Inga underarter finns listade i Catalogue of Life.